# Gorraptes
Gorraptes és una serra situada al municipis de la Palma d'Ebre a la comarca de la Ribera d'Ebre i el de Cabacés a la comarca del Priorat, amb una elevació màxima de 464 metres.